# Johann August Schülein
Johann August Schülein (Göttingen, 1947–) német származású osztrák szociológus, a Bécsi Közgazdaságtudományi Egyetem általános szociológiai és gazdaságszociológiai tanszéki professzora.

## Pályafutása
1966–1972 között szociológiából, politológiából, pszichológiából, pszichoanalízisből, filozófiából felsőfokú tanulmányokat végzett. 1973-ban doktori címet kapott szociológiából.
1973–1976 között a giesseni egyetem tudományos munkatársa és szociológiai óraadója. 1976-ban határozott időszakra kinevezték professzornak. 1978-ban habilitált szociológiából.
1982-ben Heisenberg-ösztöndíjat kapott a Deutsche Forschungsgemeinschaft-tól.
1984-ben meghívták a giesseni egyetemre szociológiaprofesszornak.
1985-ben a Bécsi Közgazdaságtudományi Egyetem szociológiai és empirikus társadalomkutatási Intézet általános szociológiai és gazdaságszociológiai tanszéki professzora lett.
1991-ben kinevezték a gießeni Justus-Liebig-Egyetem tiszteletbeli professzorának.
1999-ben a bécsi székhelyű Sigmund Freud Társaság elnöke lett, itt él és dolgozik.
Kutatási területe az ismeret- és tudományelmélet, a társadalomtudományi tárgyelmélet, a mikroszociológia, a társadalom és a pszichodinamika, a pszichoanalízis és a szociológia.

## Szakirodalmi munkássága (válogatott)

### Könyvek
- 1977: Psychotechnik als Politik. Zur Kritik der Pragmatischen Kommunikationstheorie. Bodenheim: Athenaeum (2. kiadás: 1978)
- 1983: Mikrosoziologie. Ein interaktionsanalytischer Zugang Opladen. Nyugatnémet kiadás.
- 1990: Die Geburt der Eltern. Über die Entstehung der modernen Elternposition und den Prozeß der Aneignung und Vermittlung Opladen. Nyugatnémet kiadás
- 1999: Die Logik der Psychoanalyse. Eine erkenntnistheoretische Studie. Gießen: Psychosozial-kiadás
- 1999: Zur Wissenschaftstheorie der Psychoanalyse. In: B. Grossmann-Garger – K. Parth (szerk.): Die leise Stimme der Psychoanalyse ist beharrlich. Gießen: Psychosozial-Verlag 1999
- 2008: Andreas Balog – Johann August Schülein (szerk.): Soziologie, eine multiparadigmatische Wissenschaft: Erkenntnisnotwendigkeit oder Übergangsstadium? Wiesbaden: VS Verlag für Sozialwissenschaften
- 2012: Johann August Schülein – Simon Reitze: Wissenschaftstheorie für Einsteiger. 3. kiadás. Wien: Bécsi Egyetem[3]

### Cikkei, folyóirat-tanulmányai
- 1977: Subjektive Krisen im sozialwissenschaftlichen Studium. Neue Praxis. 1977. 4.
- 1978: Psychoanalyse und Psychoboom. Bemerkungen zum Sinnkontext therapeutischer Modelle. Psyche. 1978. 5/6. sz.
- 1983: Konstitution und Dynamik ‚offener‘ Primärgruppen. Kölner Zeitschrift für Soziologie und Sozialpsychologie. 1983. 25. Sonderheft
- 1998: Sozialwissenschaftliche Theorie und Subjektbegriff. Österreichische Zeitschrift für Politikwissenschaften